# Койбалы
Койба́лы, Кайбалы (хак. хойбал) — этнографическая группа хакасского народа.
До XIX века говорили на койбальском языке, относившемся к самодийской группе. Жозеф Деникер считал их отатарившимися остатками енисейской расы.

## История
Сформировались в XVIII веке на правобережье реки Енисей и междуречье pек Абакан и Енисей.
В XVII веке койбалы являлись относительно небольшим родом в пределах Тубинского улуса.
В 1707 году койбальские князцы присягнули на верность русскому царю. После этого на всех жителей бывшего Тубинского княжества распространяется административное название «койбал», со временем ставшее самоназванием. Однако сагайцы и кызыльцы продолжали называть койбалов «туба» вплоть до этнографической современности. У бельтыров они были известны под именем «модар». В монгольских документах XVIII века вместо термина койбал употреблялось выражение «хонгорские модоры». Исходя из этого, можно считать, что основу койбалов составили тубинцы и модары.
В составе Койбальской землицы XVIII века находились «остальцы тубинцы и киргизы», число которых на 1710 году было 9 человек. Они обитали по реке Тубе (Упсе) и в дальнейшем вошли в состав Тубинского рода качинцев. Родовой состав койбал свидетельствовал о сложном объединении «остальцов тубинцев» с их разноязычными киштымами. Процесс консолидации койбалов происходил в междуречье pек Абакан и Енисей на территории Хакасии. Тюркизация небольших самодийско-кетоязычных групп завершилась, вероятно, в 1-й половине XVIII века, так как уже в 1769 году не только степные койбалы, но даже кайдынцы, обитавшие в верховьях реки Туба, говорили «обыкновенно татарским языком».
К XX веку большинство койбал оказалась ассимилированной русским населением, качинцами и сагайцами.
На начало XX столетия кайбалы относились к Абаканским инородцам и проживали в основном в так называемой Кайбальской степи по верхнему Енисею, осёдлое племя, живущее деревнями и занимающееся главным образом скотоводством, все были крещены. В настоящее время к койбалам себя относит небольшая группа хакасов, проживающая в деревнях Алтайского и Бейского районов Хакасии.